# Міжвидове Командування Збройних сил США
Міжвидове́ Кома́ндування Збро́йних сил США (англ. United States Joint Forces Command) (USJFCOM або JFCOM) — колишнє вище об'єднане командування видів Збройних сил США у складі Міністерства оборони США, яке відповідало за модернізацію Збройних сил США. Було організоване в 1999 році і увійшло до десяти подібних структур у складі міністерства оборони. На відміну від шести Об'єднаних Командувань США, які відповідальні за планування та ведення військових операцій навколо світу за географічними ознаками, Міжвидове Командування (USJFCOM) виконувало завдання військового управління, яке функціонально відповідало за організацію служби військових у всьому світі. Штаб-квартира командування розмішувалася на базі ВМС США Норфолк, Вірджинія.
За період існування USJFCOM очолювало 7 керівників, останнім на посаді залишався генерал армії Раймонд Одіерно. За розпорядженням президента США про скорочення витрат і переоцінку пріоритетів, міністр оборони Роберт Гейтс рекомендував розформувати USJFCOM і передати його функції іншим бойовим командуванням. Офіційне розформування відбулось 4 серпня 2011 року, а його функції передали під управління Об'єднаного комітету начальників штабів.

## Історія
Міжвидове командування Збройних сил США (USJFCOM) утворено в 1999 році, внаслідок перейменування Атлантичного командування ЗС США (USLANTCOM), яке отримало нові функції: управління перетвореннями в американській армії шляхом експериментування і навчання. Атлантичне командування USLANTCOM діяло з 1947 по 1993 роки насамперед як командування Військово-морського флоту США. Його головним завданням був захист морських шляхів Атлантичного океану від радянської загрози. Після закінчення Холодної війни, в 1993 році, в результаті реорганізації командування воно отримало нову абревіатуру, USACOM, і отримало контроль над Командуванням сил армії США і Бойовим командуванням Повітряних сил США.
У 2007 році Міжвидове командування Збройних сил США почало проводити експеримент Noble Resolve — програму, метою якої було поліпшення координації військової та цивільної влади у разі застосування терористами ядерної зброї. У навчаннях брали участь Об'єднане командування збройних сил, Командування військової авіації і штаб цивільної оборони. Представники цих установ відпрацьовували спільну реакцію на ядерну атаку, сценарій якої змоделював комп'ютер. Крім цього, щорічно проводиться виставка озброєнь «Empire Challenge», присвячена взаємодії засобів розвідки, спостереження і рекогностування.

### Місія
Міжвидове командування було єдиним бойовим командуванням, завданням якого була модифікація можливостей Збройних сил Сполучених Штатів Америки. Воно виконувало чотири основні ролі в процесі модифікації: розробка об'єднаної концепції розвитку і експериментування, організація спільних тренувань та навчань різних видів військ, розвиток можливостей сумісності та інтеграції та відігравало роль основного постачальника звичайних збройних сил згідно з концепцією єдиного бойового командування, запропонованою президентом США.
Відповідно до цієї концепції, Міжвидове командування було своєрідною «лабораторією по трансформації (модернізації)» Збройних сил Сполучених Штатів Америки, і було покликане покращувати можливості єдиного бойового командування з метою реалізації стратегії президента США. USJFCOM розробило спільні оперативні концепції, протестувало їх в серйозних експериментах, підготувало фахівців в галузі управління різними видами військ, командирів цільових і тактичних груп, рекомендувало рішення по міжвидовій взаємодії для армії, флоту, військово-повітряних сил і морських піхотинців для кращої інтеграції їх бойових можливостей.
За підтримки Міжвидового Командування Збройних Сил США у війську було впроваджено кілька великих проектів. Одним із них став проект «Ядро командування і управління» (англ. Command and Control Core), створений для розробки стандарту обміну командами та даними на основі відкритого стандарту XML. Його мета полягала у підтримці національних та коаліційних збройних сил в частині поліпшення спільної взаємодії на рівні даних та інформації. Іншим проектом став «Альфа» (англ. Project Alpha), аналітична група Міжвидового Командування, створена для «виявлення високоефективних інновацій у промисловості, науці та оборонній спільноті».

### Розформування
9 серпня 2010 міністр оборони США Роберт Гейтс оголосив, що з метою економії бюджету Міжвидове командування Збройних сил США планується розформувати. Генерала Раймонда Одіерно було призначено відповідальним за згортання діяльності відомства. 6 січня 2011 року план по розформуванню USJFCOM з'явився в офіційному меморандумі Барака Обами. 4 серпня 2011 року Міжвидове командування Збройних сил США спустило свій прапор і офіційно припинило своє існування 31 серпня 2011 року.

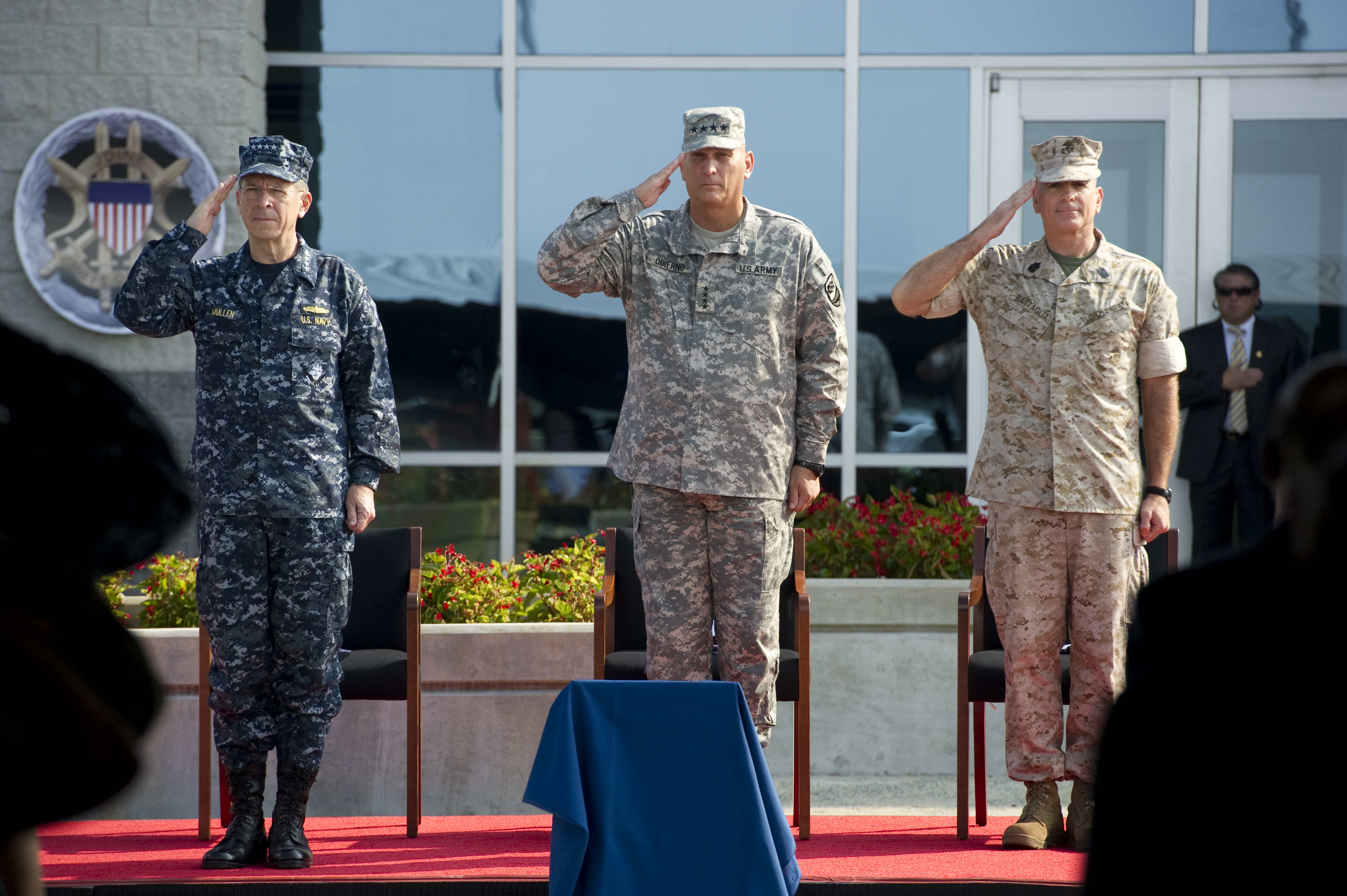
Церемонія закриття. Зліва направо: адмірал Майк Муллен, генерал Раймонд Одіерно, сержант-майор Брайан Баттаглія
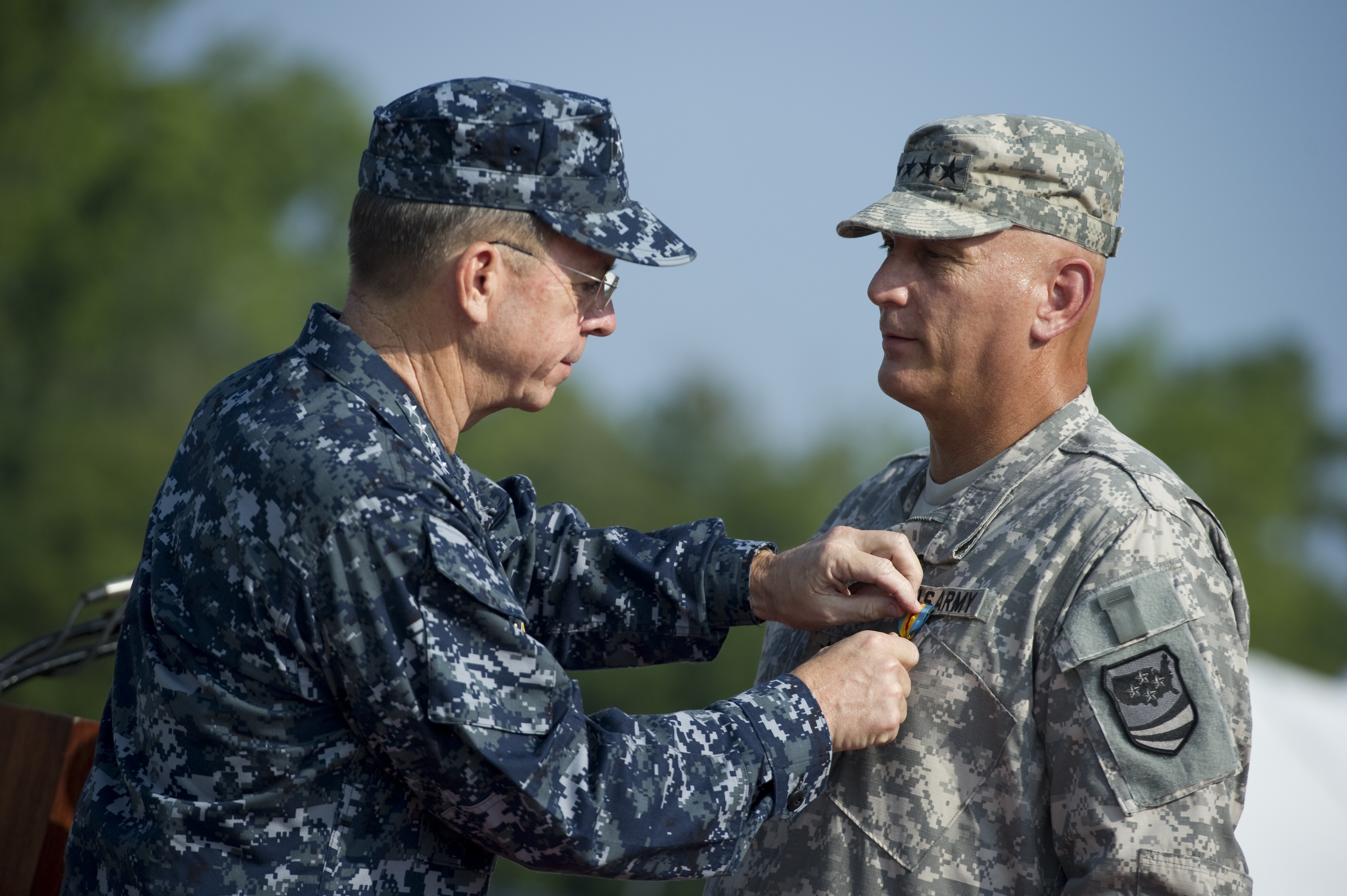
Голова Об'єднаного комітету начальників штабів адмірал Майк Муллен нагороджує генерала Раймонда Одіерно за службу
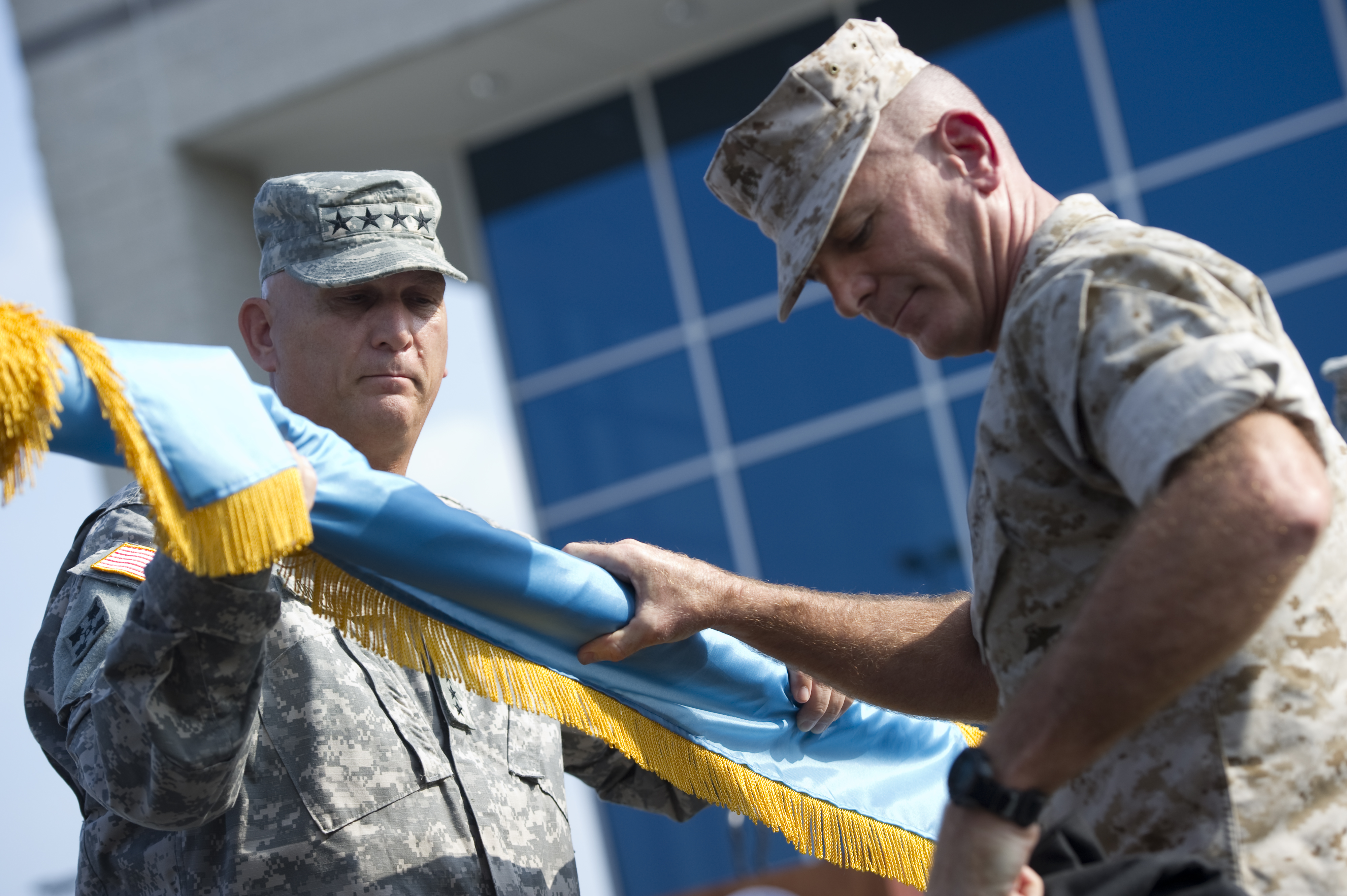
Р. Одіерно та Б. Баттаглія згортають прапор ліквідованого відомства
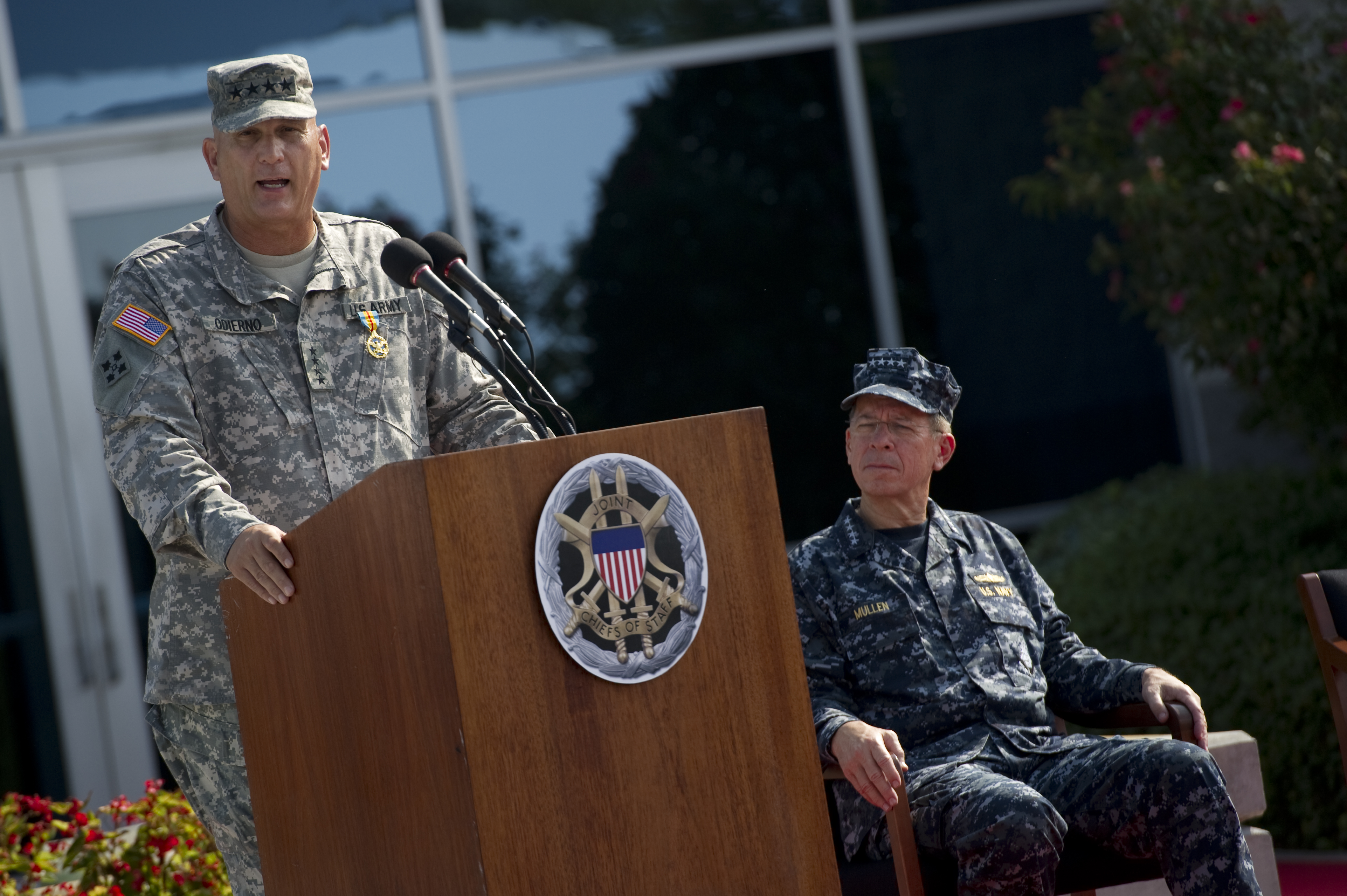
Р. Одіерно виступає з промовою на церемонії закриття Міжвидового командування ЗС США

## Список командувачів
| No.  | Фото | Прізвище                            | Початок | Кінець |
| ---- | ---- | ----------------------------------- | ------- | ------ |
| 1.   |      | адмірал Гарольд Гехман, ВМС         | 1999    | 2000   |
| 2.   |      | генерал Вільям Кернан, армія        | 2000    | 2002   |
| 3.   |      | адмірал Едмунд Джамбастіані, ВМС    | 2002    | 2005   |
| 4.   |      | генерал Ленс Сміт, ПС               | 2005    | 2007   |
| 5.   |      | генерал Джеймс Меттіс, КМП          | 2007    | 2010   |
| ТВО. |      | генерал-лейтенант Кейт Губер, армія | 2010    | 2010   |
| 6.   |      | генерал Раймонд Одіерно, армія      | 2010    | 2011   |